# 西川恒山
西川 恒山（にしかわ こうざん）は江戸時代中期の佐渡奉行所地役人。両津夷にある村雨の松の植樹者。

## 経歴

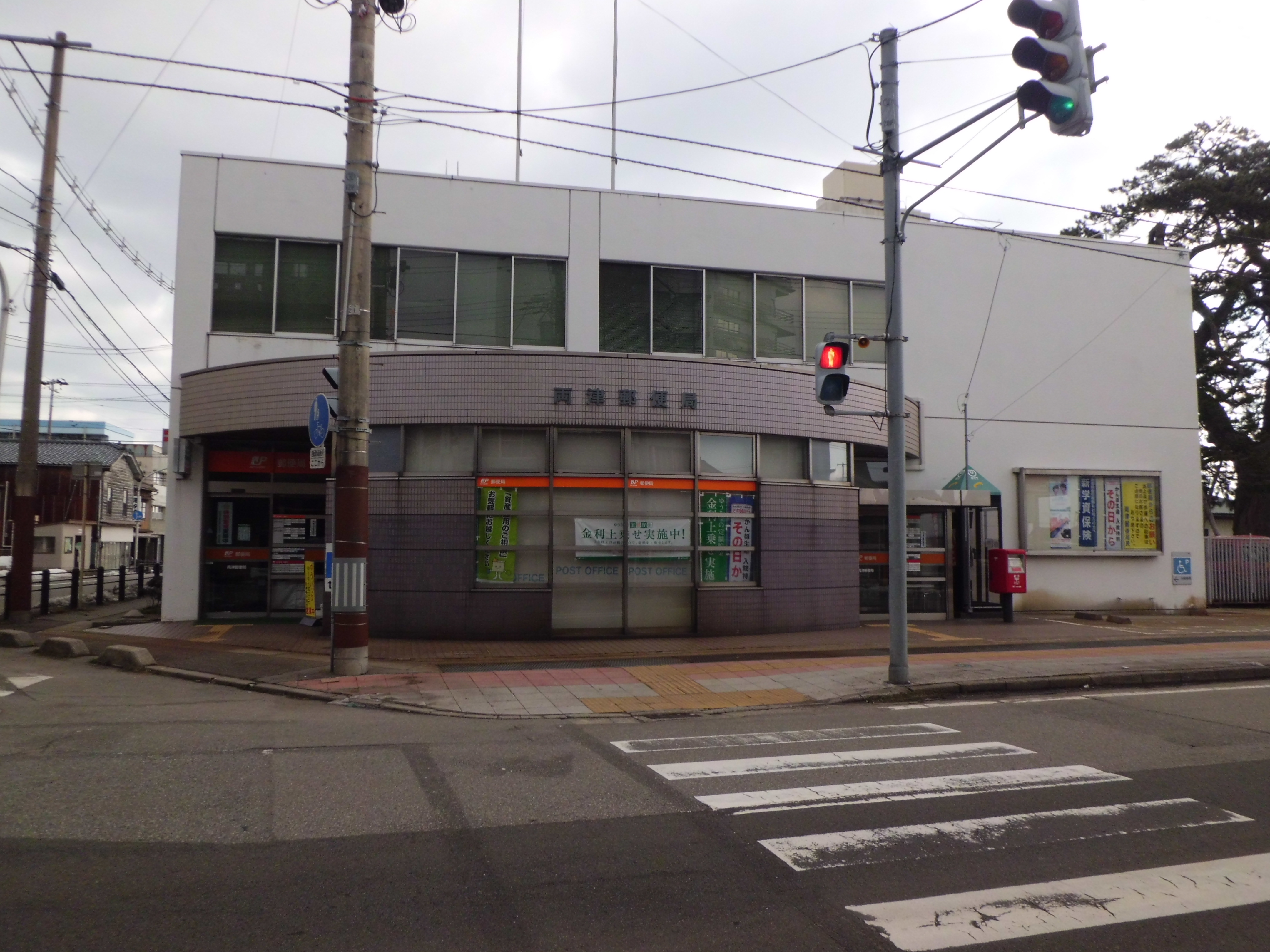
両津郵便局 右端に見えるのが村雨の松。

延享2年（1745年）佐渡奉行所定床屋番役となり、切米20俵・3人扶持を受けた。宝暦2年（1752年）夷湊番所役、宝暦3年（1753年）代官支配、宝暦12年（1762年）夷湊番所定番役、明和5年（1768年）佐渡奉行支配。
長年夷で閑職に甘じていた間、鈴木北湖の詩社で鈴木逸甫・鈴木金峰・中山漸廬・藤沢子山等と詩文を研鑽した。また、番所裏手に漁師等の目印となるようクロマツを植えたところ、後世大きく成長し、明治34年（1901年）尾崎紅葉により「村雨の松」と命名され、昭和31年（1956年）3月23日新潟県天然記念物に指定された。
明和7年（1770年）山方役に転じた。安永4年（1775年）1月前年分地方・銀山方勘定仕上げのため江戸勤務を命じられ、7月赴任し、安永5年（1776年）8月帰郷した。天明元年（1781年）にも同じく江戸に勤務し、天明2年（1782年）8月帰郷した。龍草廬・片山兼山に漢詩の添削を受けた。
天明3年（1783年）公事方役、寛政3年（1791年）与力格広間役、文化元年（1804年）金蔵定番役、20人扶持。文化2年（1805年）老衰のため退職し、9月16日（11日とも）71歳で病死し、大安寺に葬られた。

## 先祖
1. 西川長右衛門
藤兵衛とも。伊勢国に生まれ、九鬼守隆に仕え、元和4年（1618年）佐渡奉行所地役人となった。寛永16年（1639年）11月2日没[2]。
2. 西川藤兵衛
承応2年（1653年）出仕し、隠居後休我と号し、元禄13年（1700年）3月5日没[2]。
3. 西川長右衛門
母は内藤治郎右衛門娘。元禄元年（1688年）出仕し、正徳3年（1713年）隠居し、正徳4年（1714年）6月2日没[2]。
4. 西川長右衛門広明
仙田八兵衛と安岡肥前娘の子。初名は儀太夫。正徳3年（1713年）出仕し、享保9年（1724年）4月1日目付役、享保13年（1728年）3月18日吟味方役。享保16年（1731年）4月29日隠居し、享保17年（1732年）7月7日57歳で死去[2]。
5. 西川儀太夫敦救
鳥井嘉右衛門と矢渡藤右衛門娘の子。享保16年（1731年）出仕し、延享2年（1745年）12月2日没[2]。

## 家族
- 母 - 西川長右衛門娘[2]。
- 妻 - 仁木門右衛門娘[2]。
- 子：西川明雅[2]